# Howard Phillips Lovecraft
Howard Phillips Lovecraft (n. 20 august 1890, Providence, Rhode Island, SUA – d. 15 martie 1937, Providence, Rhode Island, SUA) a fost un scriitor american, considerat unul dintre părinții literaturii fantastice a începutului secolului XX.

## Biografie
Lovecraft s-a născut în casa familiei sale din 194 Angell Street în Providence, Rhode Island. Tatăl său, Winfield Scott Lovecraft, era vânzător ambulant. Mama sa, Sarah Susan Phillips Lovecraft, putea sa își urmărească arborele genealogic încă de la venirea în Massachusetts Bay Colony, Statele Unite (circa 1630). Când Lovecraft avea 3 ani, se știa că tatăl său suferise o cădere nervoasă într-o cameră de hotel din Chicago și fusese adus la Spitalul Butler, unde a rămas timp de 5 ani. Povestea colapsului psihic a fost o acoperire pentru a salva familia de rușine. De fapt, tatăl micuțului Howard Phillips era bolnav foarte grav de sifilis.
Lovecraft a fost crescut de mama sa, două mătuși și bunicul său, Whipple Van Buren Phillips. A fost un fel de copil minune, la vârsta de 2 ani recita poezii, iar la 6 ani deja scria. Bunicul său l-a încurajat să citească, aducându-i cărți ca "1001 de nopți", "Bulfinch's Age of Fable" și versiuni pentru copii ale Iliadei și Odiseei. Bunicul său a stârnit și interesul copilului pentru lucruri ciudate și stranii, spunându-i povești gotice originale. În perioada copilăriei sale, Lovecraft a fost bolnav mai tot timpul. A frecventat școlile doar sporadic, dar a citit mult. A produs câteva publicații de mic tiraj începând cu 1899, în colaborare cu "The Scientific Gazette".
Whipple Van Buren Phillips, bunicul său matern, a murit în 1904, iar familia a rămas împovărată datorită administrării defectuoase a banilor și proprietăților, fiind nevoită să se mute într-o altă casă, pe aceeași stradă însă mult mai mică și nu la fel de comodă. Lovecraft a fost foarte afectat de această pierdere a locului de naștere și pentru o vreme chiar s-a gândit la sinucidere. A suferit o cădere nervoasă în 1908 din cauza căreia nu a reușit să obțină o diplomă de liceu. Astfel, eșecul său de a-și termina studiile și de a intra la Universitatea Brown l-a urmărit toată viața.

## Operă
Primele sale lucrări șlefuite au început să apară în anul 1917 — „The Tomb” („Mormântul”) și „Dagon”. Tot în acest timp a început să își construiască imensa sa rețea de corespondenți întrucât scrisorile sale lungi, detailate impregnate de stilul său aparte vor face din el unul dintre cei mai mari scriitori de corespondență ai secolului al XX-lea. Printre corespondenții săi figurează și Forrest J. Ackerman, Robert Bloch și Robert E. Howard.
Mama sa a murit în 1921. La puțin timp după aceea, a început să frecventeze o convenție a jurnaliștilor amatori, unde a cunoscut-o pe Sonia Greene, care era de origine ucraineano-ebraică, și cu câțiva ani mai mare decât Lovecraft, fiind născută în 1883. Cei doi s-au căsătorit, cu toate că mătușile lui Lovracraft nu erau chiar mulțumite de acest aranjament. Cei doi s-au mutat în Brooklyn, New York, loc pe care autorul îl ura. Astfel, peste câțiva ani cei doi au convenit la un divorț amiabil, urmat de întoarcerea lui Lovecraft în Providence, pentru a locui împreună cu mătușile sale.
Perioada întoarcerii în Providence, ultima decadă a vieții sale, a fost cea mai prolifică perioadă de creație. Atunci a scris aproape toate povestirile sale binecunoscute, publicate în "Weird Tales" și alte reviste, la fel ca și lucrările mai lungi ca "The Case of Charles Dexter Ward" ("Cazul Charles Dexter Ward") și "At the Mountain of Madness" ("La poalele muntelui nebuniei").
În ciuda eforturilor sale a devenit din ce în ce mai sărac. A fost nevoit să se mute iarăși, într-o casă și mai mică, împreună cu mătușile sale. A fost foarte profund afectat de sinuciderea lui Robert E. Howard. În 1936 i s-a pus diagnosticul de cancer la colon și malnutriție. Ultimul an din viață l-a trăit într-o durere constantă, curmată de moartea sa în Providence.

## Mitologia Cthulhu

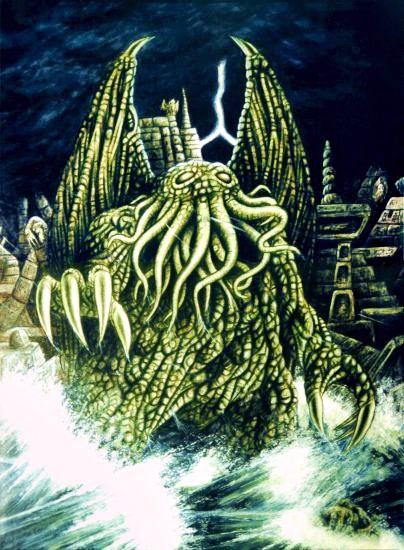
Cthulhu în orașul pierdut R'lyeh

Mitologia Cthulhu se referă la elementele, personajele, locurile și temele pe care le au în comun lucrările lui Lovecraft și alți scriitori horror asociați. Împreună formează toate elementele pe care scriitorii de horror Lovecraftian, le foloseau și continuă să le folosească. August Derleth a fost primul care a folosit acest termen, deși uneori este referit ca și Lovecraftian Mythos.

## Traduceri în română
1. Chemarea lui Cthulhu și alte povestiri stranii, Editura Leda, 2009, traducere Ligia Caranfil, ISBN 978-973-102-176-8
2. "Monstrul din prag", Editura Vremea, 2008, traducere Silvia Colfescu, ISBN 978-973-645-239-0
3. Dagon și alte povestiri macabre, Editura Leda, 2005, traducere Mircea Opriță, ISBN 973-7786-96-3
4. Demoni și miracole, Editura Leda, 2005, traducere Traian Fințescu, ISBN 973-7786-90-4
5. Depoziția lui Randolf Carter – The Statement of Randolph Carter
6. Cheia de argint – The Silver Key
7. Dincolo de poarta cheii de argint – Through the Gates of the Silver Key
8. În căutarea cetății Kadath – The Dream-Quest of Unknown Kadath